# Georg von Römer
Georg Martin von Römer (* 1872; † 1924 in Pillnitz) war ein sächsischer Offizier und Oberstallmeister im sächsischen Hofstaat.

## Leben
Georg Martin entstammte einer aus der Markgrafschaft Meißen stammenden Familie und späterem Adelsgeschlecht. Am 8. April 1890 wurde er zum Fähnrich beim Ulanen-Regiment „Kaiser Franz Josef von Österreich, König von Ungarn“ (1. Königlich Sächsisches) Nr. 17 unter dessen Regimentskommandeur Oberst Georg von Schimpff der sächsischen Armee ernannt. Er avancierte am 24. August 1891 zum Leutnant und durchlief in den folgenden Jahren eine typische militärische Laufbahn, wonach er im März 1899 zum Oberleutnant aufstieg. Er wurde im März 1903 als Lehrer zur Militär-Reitanstalt abkommandiert und zeichnete sich durch hohes Verständnis für die Pferdedressur aus. Nach Beförderung zum überzähligen Rittmeister wurde er im April 1906 auf den Etat der Adjutantur-Offiziere des Königs versetzt und zur Dienstleistung bei den Prinzen kommandiert. Im Februar 1909 übernahm er die 1. Schwadron des Husaren-Regiments Nr. 18; am 1. Oktober 1910 wurde er zum neugebildeten Husaren-Regiment Nr. 20 nach Bautzen verlegt. Unter Genehmigung seines Abschiedsgesuches wurde er im April 1912 zur Disposition gestellt und trat zur Dienstleistung in den königlichen Marstall über, wo er sich um die Leitung und Organisation des Instituts Verdienste erwarb.
Nach Ausbruch des Ersten Weltkrieges wurde von Römer reaktiviert und als Stabsoffizier bei der 23. Division (1. Königlich Sächsische) verwendet. Dort wirkte er als Führer der großen Bagage und erhielt im Frühjahr 1915 den Charakter eines Majors. Im September 1915 wurde er mit dem Ritterkreuz I. Klasse des Albrechtsordens ausgezeichnet. Nachdem der Oberstallmeister und Generalleutnant Philipp von Haugk im selben Jahr als Kriegsgefangener bei Taschkent gestorben war, wurde von Römer zum Oberstallmeister des sächsischen Königs ernannt. Er wurde im Juni 1917 mit dem Großoffizierskreuz des sächsischen Zivil-Verdienst-Ordens und im August 1918 mit dem Großkreuz des Franz-Joseph-Ordens mit der Kriegsdekoration ausgezeichnet. Anlässlich der Novemberrevolution trat er wie andere Inhaber von Hofämtern von seiner Position zurück. Am 8. November begleitete er den sächsischen König Friedrich August III. auf seiner Flucht aus Dresden auf die Moritzburg.
Er war mit Helene, geb. Edle von der Planitz verheiratet.